# Brian Badza
Brian Badza (23 giugno 1979) è un ex calciatore zimbabwese, di ruolo attaccante.

## Carriera

### Club
Nel 2003, dopo aver giocato al Motor Action, passa al CAPS United. Nel 2005 si trasferisce in Belgio, al Germinal Beerschot. Nel 2006 torna al CAPS United, in cui milita fino al 2009.

### Nazionale
Ha debuttato in Nazionale nel 2004. Ha messo a segno la sua prima rete con la maglia della Nazionale il 17 aprile 2005, in Zimbabwe-Botswana (2-0), in cui ha segnato la rete del momentaneo 1-0. Ha partecipato, con la Nazionale, alla Coppa d'Africa 2006. Ha collezionato in totale, con la maglia della Nazionale, 19 presenze e una rete.